# Betondorp
Betondorp je čtvrť v jihovýchodní části nizozemského hlavního města Amsterdamu. Leží na území městské části Amsterdam-Oost. Má rozlohu 113 hektarů a žije v ní okolo 3000 obyvatel. Původně se měla jmenovat Tuindorp Watergraafsmeer, pak se prosadil lidový název Betondorp („Betonová vesnice“), protože k její výstavbě byl poprvé ve velkém měřítku využit beton.  
Betondorp vznikl po první světové válce jako sociální projekt pro řešení bytové krize. Vzniklo družstvo nájemníků, do něhož byli vybráni spolehliví státní a městští zaměstnanci. Pro výstavbu byly využity volné pozemky na území polderu Watergraafsmeer, kde bylo naplánováno 400 rodinných domů a 500 dvojdomků s rovnými střechami. Jako materiál byl vybrán litý beton, který umožnil stavět rychle a levně. Stavba byla zahájena v roce 1923 a o rok později se nastěhovali první nájemníci.
Hlavními architekty byli Dick Greiner a Jan Gratama, jejichž návrh vycházel ze zjednodušeného stylu art deco. Na výzdobě se podílel sochař Hildo Krop s motivy polních prací. Betondorp má charakter zahradního města, jehož ulice se hvězdicovitě rozbíhají od centrálního náměstí De Brink. Postupně zde vznikala občanská vybavenost a objevily se také cihlové budovy, které narušily jednolitý charakter čtvrti. Problémem se také ukázala vysoká hladina spodní vody, která narušila statiku některých domů. V osmdesátých letech proto proběhla rozsáhlá rekonstrukce, kterou vedl syn původního tvůrce Onno Greiner. V roce 2022 byla původní zástavba zařazena mezi architektonické památky provincie Severní Holandsko.
Jihozápadně od Betondorpu se nachází plavební kanál Weespertrekvaart. Na severovýchodě sousedí s oblastí Park de Meer, kde stával Stadion De Meer, na němž v letech 1934 až 1996 hrával fotbalový klub AFC Ajax. V Betonsdorpu žili spisovatel Gerard Reve, herečka Willeke van Ammelrooy a fotbalista Johan Cruijff.